# Rouvres-en-Multien
Rouvres-en-Multien és un municipi francès, situat al departament de l'Oise i a la regió dels Alts de França. L'any 2007 tenia 476 habitants.

## Demografia

### Població
El 2007 la població de fet de Rouvres-en-Multien era de 476 persones. Hi havia 152 famílies de les quals 24 eren unipersonals (16 homes vivint sols i 8 dones vivint soles), 32 parelles sense fills, 80 parelles amb fills i 16 famílies monoparentals amb fills.
La població ha evolucionat segons el següent gràfic:
Habitants censats

### Habitatges
El 2007 hi havia 167 habitatges, 154 eren l'habitatge principal de la família, 5 eren segones residències i 8 estaven desocupats. 153 eren cases i 13 eren apartaments. Dels 154 habitatges principals, 120 estaven ocupats pels seus propietaris, 32 estaven llogats i ocupats pels llogaters i 2 estaven cedits a títol gratuït; 2 tenien una cambra, 6 en tenien dues, 21 en tenien tres, 39 en tenien quatre i 86 en tenien cinc o més. 121 habitatges disposaven pel capbaix d'una plaça de pàrquing. A 56 habitatges hi havia un automòbil i a 82 n'hi havia dos o més.

### Piràmide de població
La piràmide de població per edats i sexe el 2009 era:
| Homes | Edats   | Dones |
| ----- | ------- | ----- |
| 4     | 95 o +  | 0     |
| 0     | 90 a 94 | 0     |
| 0     | 85 a 89 | 0     |
| 0     | 80 a 84 | 0     |
| 4     | 75 a 79 | 8     |
| 0     | 70 a 74 | 16    |
| 8     | 65 a 69 | 0     |
| 4     | 60 a 64 | 0     |
| 0     | 55 a 59 | 0     |
| 32    | 50 a 54 | 20    |
| 4     | 45 a 49 | 16    |
| 24    | 40 a 44 | 8     |
| 24    | 35 a 39 | 28    |
| 24    | 30 a 34 | 32    |
| 20    | 25 a 29 | 16    |
| 8     | 20 a 24 | 0     |
| 20    | 15 a 19 | 4     |
| 8     | 10 a 14 | 28    |
| 44    | 5 a 9   | 40    |
| 20    | 0 a 4   | 24    |

## Economia
El 2007 la població en edat de treballar era de 325 persones, 238 eren actives i 87 eren inactives. De les 238 persones actives 218 estaven ocupades (118 homes i 100 dones) i 20 estaven aturades (13 homes i 7 dones). De les 87 persones inactives 27 estaven jubilades, 32 estaven estudiant i 28 estaven classificades com a «altres inactius».

### Ingressos
El 2009 a Rouvres-en-Multien hi havia 149 unitats fiscals que integraven 460 persones, la mediana anual d'ingressos fiscals per persona era de 18.052 €.

### Activitats econòmiques
Dels 8 establiments que hi havia el 2007, 3 eren d'empreses de construcció, 1 d'una empresa de comerç i reparació d'automòbils, 2 d'empreses immobiliàries, 1 d'una empresa de serveis i 1 d'una entitat de l'administració pública.
Dels 3 establiments de servei als particulars que hi havia el 2009, 1 era un taller de reparació d'automòbils i de material agrícola, 1 paleta i 1 electricista.
L'any 2000 a Rouvres-en-Multien hi havia 4 explotacions agrícoles que ocupaven un total de 660 hectàrees.

## Equipaments sanitaris i escolars
El 2009 hi havia una escola maternal integrada dins d'un grup escolar amb les comunes properes formant una escola dispersa.

## Poblacions més properes
El següent diagrama mostra les poblacions més properes.